# VIVA Comet 2010

Viva Comet Logo (2010)

Der 15. VIVA Comet wurde am 21. Mai 2010 in zehn Kategorien in der König-Pilsener-Arena in Oberhausen vergeben.

## Moderatoren
- Collien Fernandes
- Jan Köppen (Co-Moderator)

## Liveacts
Als Showacts traten auf:
- Die Atzen (Frauenarzt & Manny Marc) – Medley aus Disco Pogo, Das geht ab!, Alle raven jetzt und Atzin
- Silbermond – Krieger des Lichts
- Revolverheld – Spinner
- Cascada – Pyromania / Evacuate the Dancefloor
- Justin Bieber – Somebody to Love
- Fabian Buch – Hello, Hello (in der Werbepause)
- Mehrzad Marashi – Don't Believe
- Ich + Ich – Universum
- Sido feat. Adel Tawil – Der Himmel soll warten
- Scooter – Medley aus The Question Is What Is the Question?, Maria (I Like It Loud) & Hyper Hyper

## Nominierte

### Beste Band
- Silbermond
- Ich + Ich
- Sportfreunde Stiller
- Queensberry
- Fettes Brot

### Beste Künstlerin
- Cascada
- Cassandra Steen
- Eisblume
- Jeanette
- Nena

### Bester Künstler
- Mark Medlock
- Sido
- Jan Delay
- Xavier Naidoo
- Unheilig

### Bester Durchstarter
- Daniel Schuhmacher
- Luxuslärm
- Unheilig
- Lena Meyer-Landrut
- Die Atzen (Frauenarzt & Manny Marc)

### Bester Song
- Sido – Hey du!
- Cassandra Steen feat. Adel Tawil – Stadt
- Ich + Ich – Pflaster
- Sportfreunde Stiller – Ein Kompliment
- Silbermond – Krieger des Lichts

### Bester Partysong
- Die Atzen (Frauenarzt & Manny Marc) – Das geht ab!
- Cascada – Evacuate the Dancefloor
- Scooter – Ti Sento
- Culcha Candela – Monsta
- Mark Medlock – Mamacita

### Bester Liveact
- Tokio Hotel
- Rammstein
- Culcha Candela
- Peter Fox
- Silbermond

### Bestes Video
- Silbermond – Krieger des Lichts
- Die Ärzte – HimmelblauPerfektBreit
- Eisblume – Louise
- Rammstein – Pussy
- Jan Delay – Oh Jonny

### Platin-Comet
- Scooter (Meistgespielter Künstler aller Zeiten auf VIVA)

### Star der Stars
- Jan Delay
- Daniel Schuhmacher
- Die Atzen (Frauenarzt & Manny Marc)
- Mark Medlock
- Peter Fox